# Karl Daxbacher
Karl Daxbacher (* 15. April 1953 in St. Pölten) ist ein ehemaliger österreichischer Fußballspieler und -trainer.

## Spielerkarriere
Vom ASV Statzendorf kommend, bei dem er mit 15 Jahren bereits in der Kampfmannschaft spielte, heuerte der gelernte Elektriker 1971 bei FK Austria Wien an, wo er 14 Jahre einer der erfolgreichsten Austria-Mannschaften angehörte. Während seiner Anfangszeit bei der Austria arbeitete er nebenbei in einem Wiener Plattenladen. Mit der Austria gewann er sieben Meistertitel und vier österreichische Pokale und stand beim Europapokal der Pokalsieger 1978 im Finale, welches die Austria gegen RSC Anderlecht 0:4 verlor. Daxbacher wurde in der 60. Minute ausgewechselt. 1985 wechselte Daxbacher zum Kremser SC, wo er nach einer Saison aus gesundheitlichen Gründen seine aktive Karriere beenden musste und in das Traineramt wechselte.
International spielte Daxbacher sechs Mal für Österreich. Er gab sein Debüt am 30. April 1972 im Spiel gegen Malta, welches Österreich 4:0 gewann. Sein letztes Länderspiel war am 23. Juni 1976 gegen die Sowjetunion, welches 1:2 verloren ging.

### Erfolge als Spieler
- 7 × Österreichischer Meister
- 4 × Österreichischer Cupsieger
- 1 × Finale im Europapokal der Pokalsieger: 1978 (Austria)
- 6 Einsätze in der österreichischen Fußballnationalmannschaft

## Trainerkarriere
Im Zuge seines Karriereausklangs beim Kremser SC erlangte Daxbacher im September 1985 die UEFA-B-Lizenz, gefolgt von der UEFA-A-Lizenz im darauffolgenden Jahr. Seine Trainerkarriere begann Daxbacher beim ASV Statzendorf, bei dem einst seine Spielerkarriere ihren Ausgang genommen hatte. Über den Kremser SC, den SV Würmla, den SV Horn und den SKN St. Pölten kam er 2002 zu den Austria Amateuren, welche er in die Erste Liga führte. Nachdem Daxbacher bei der Austria ausgebootet worden war, wechselte er zum Ligakonkurrenten LASK, mit welchem er unter anderem mit Spielern wie Ivica Vastić den Aufstieg in die Bundesliga schaffte. Nach einem Jahr in der Bundesliga mit dem LASK wechselte Daxbacher zur Saison 2008/09 zurück zu FK Austria Wien. Er übernahm dort das Zepter von Dietmar Constantini, der nur für die letzten Wochen der Saison als Ersatz für den beurlaubten Georg Zellhofer zur Verfügung gestanden war. In seiner Zeit bei der Austria erlangte er auch die UEFA-Pro-Lizenz, die höchste Trainerlizenz in Europa. Das Thema seiner dortigen Abschlussarbeit lautete One-Touch-Fußball im Spiel und Training.
Daxbacher wurde am 21. Dezember 2011 beurlaubt. Nach Wudi Müller in den 1970er Jahren war er der am längsten verantwortliche Austria-Trainer der letzten 40 Jahre. Als sein Nachfolger wurde Ivica Vastić vorgestellt.
Am 12. Juni 2012 gab Daxbacher seine Rückkehr zum LASK bekannt.
Nach dem Scheitern in der Relegation 2013 gelang es dem LASK, die Relegation 2014 zu gewinnen. Durch den Aufstieg in die Erste Liga verlängerte sich der Vertrag mit Karl Daxbacher automatisch um ein weiteres Jahr. In der Saison 2014/15 war man, dank zahlreicher Verstärkungen, im Herbst noch auf dem besten Weg, den Durchmarsch in die Bundesliga zu schaffen. Es folgte jedoch ein schwacher Frühjahrauftakt und der Rückfall auf den dritten Tabellenplatz. Nach einer Niederlage gegen Mattersburg, den direkten Rivalen um den Aufstieg, entließ die Klubführung Daxbacher im März 2015.
Im Juni 2015 übernahm er den Zweitligisten SKN St. Pölten als Trainer. Mit St. Pölten konnte er in der Saison 2015/16 in die Bundesliga aufsteigen. Der Start im Oberhaus der Österreichischen Bundesliga verlief jedoch nicht nach Plan. Nach 12 Runden lag der SKN St. Pölten mit nur 7 Punkten auf Tabellenplatz 9 und war akut abstiegsgefährdet. Nach einer 1:5-Heimniederlage gegen Red Bull Salzburg zogen die Verantwortlichen die Konsequenzen und beurlaubten Daxbacher Ende Oktober 2016.
Im Jänner 2017 wurde er Nachfolger von Thomas Grumser beim Zweitligisten FC Wacker Innsbruck. Mit Innsbruck stieg er 2018 in die Bundesliga auf. Im März 2019 trennte sich Innsbruck von Daxbacher, die Tiroler befanden sich zu jenem Zeitpunkt auf dem zehnten Tabellenrang.

### Erfolge als Trainer
- 1 × Cupsieger: 2009 (FK Austria Wien)
- 3 × Meister Erste Liga: 2007 (LASK), 2016 (SKN St. Pölten), 2018 (FC Wacker Innsbruck)
- 1 × Meister Regionalliga Ost: 2005 (Austria Wien Amateure)
- 2 × Meister Regionalliga Mitte 2012/2013, 2013/2014 (LASK)

## Spitzname „Sir“
In den Medien wurde Daxbacher ab den 2000er Jahren oftmals als „Sir“ betitelt. In einem Interview zu seinem 70. Geburtstag im Jahr 2023 erklärte Daxbacher, dass er selbst nicht wisse, woher diese Bezeichnung stamme. Er betonte, dass er sich nicht als „Sir“ sehe, sich aber dennoch geehrt fühle, wenn ihm eine solche Wertschätzung entgegengebracht werde.

## Familie
Daxbacher ist seit 1974 mit seiner Ehefrau Maria verheiratet, mit der er vier Töchter hat. Außerdem ist er vierfacher Großvater. Mit seiner Ehefrau lebt er seit 1974, als er sich als 21-Jähriger ein Eigenheim geschaffen hatte, in Ambach bei Oberwölbling (Gemeinde Wölbling).